# منستير (إيطاليا)

شعار بلدية منستير

مُنَسْتِير (بالإيطالية: Monastir) بلدة إيطالية بمقاطعة كالياري بسردينية. تبلغ مساحتها 31,76 كم2، وبلغ عدد سكانها 4.532 نسمة عام 2004.

## السكان
في سنة 1861 بلغ عدد السكان 1٬360 نسمة، وتطور العدد ليصل في سنة 2011 لـ 4٬505 نسمة.
يظهر هذا المخطط البياني تطور النمو السكاني لـ منستير (إيطاليا)